# Schempp-Hirth Discus
Schempp-Hirth Discus (zkráceně pouze Discus) je jednomístný kluzák standardní třídy s pevnými nosnými plochami. 

## Historie
Letoun navrhl německý konstruktér Klaus Holighaus jako náhradu za starší kluzáky typu Schempp-Hirth Standard Cirrus. Výroba probíhala v Německu v letech 1984 až 1995. Od roku 1990 je letoun pod označením Discus CS vyráběn v továrně firmy Schempp-Hirth výroba letadel v Chocni (letecká část podniku Orličan Choceň).

## Konstrukce
Discus je kompozitový kluzák určený pro sportovní létání a pokračovací sólový výcvik. Při konstrukci byl použit trup a ocasní plochy z letounu Schempp-Hirth Ventus. Stroj je vybaven novým typem křídla bez vztlakových klapek s rovnou odtokovou hranou a vícestupňovým zalomením náběžné hrany. Tento tvar zlepšuje letové vlastnosti při nízkých rychlostech. Křídlo je dále vybaveno velmi účinnými brzdicími klapkami a pojmou celkem 190 litrů vodní přítěže. 

## Hlavní technické údaje
Údaje dle
- Délka: 6,58 m
- Výška: 1,3 m
- Rozpětí: 15,00 m
- Plocha křídla: 10,58 m²
- Štíhlost: 21,3
- Šířka trupu: 0,62 m
- Výška trupu: 0,81 m
- Prázdná hmotnost: 228 kg

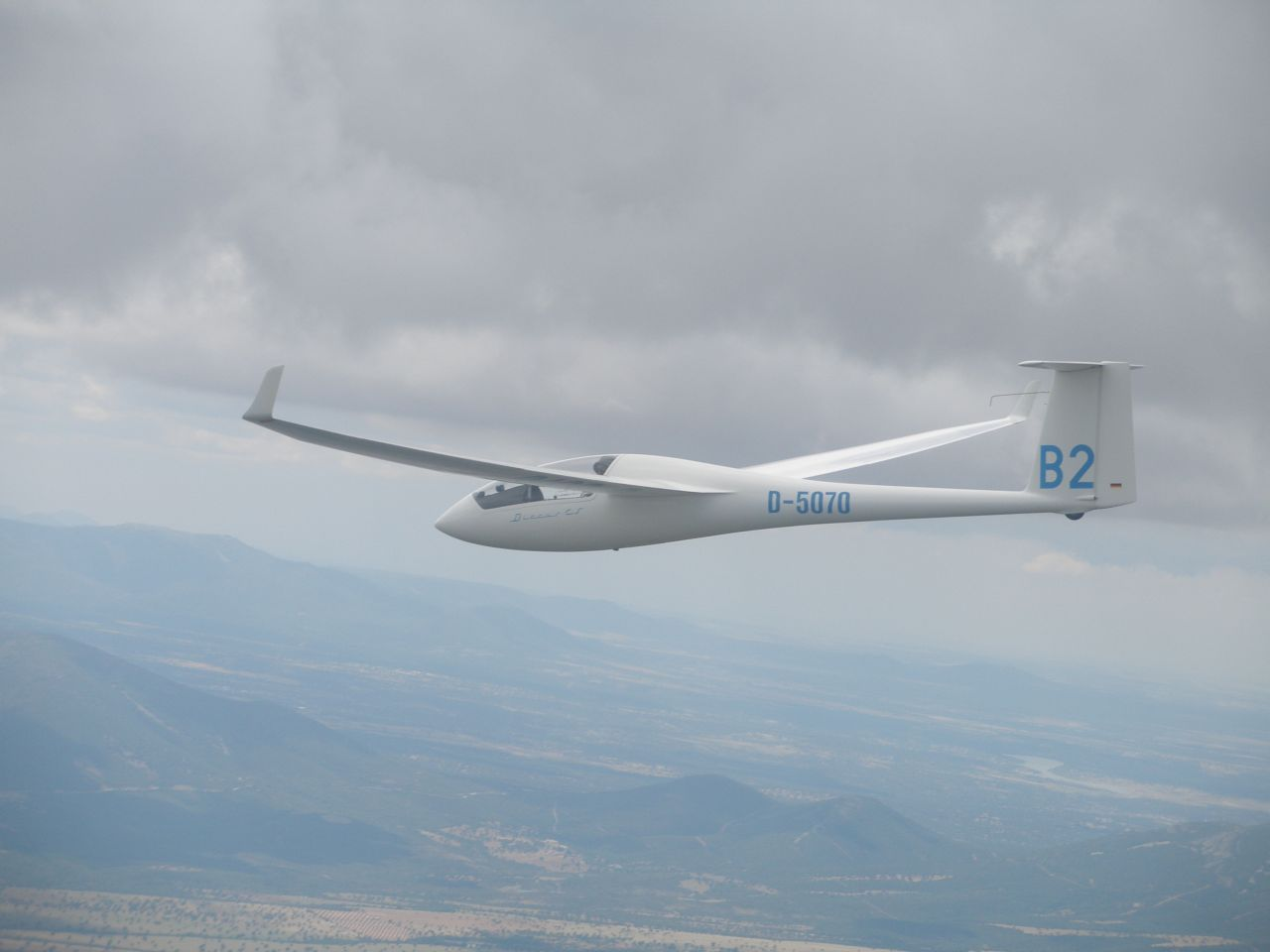
Schempp-Hirth Discus CS (D-5070)

- Maximální vzletová hmotnost: 500 kg
- Max. hmotnost na jednotku plochy: 47 kg/m²
- Min. hmotnost na jednotku plochy: 29 kg/m²
- Max. hmotnost vybavení kabiny a pilota: 120 kg
- Maximální rychlost: 270 km/h
- Max. rychlost v turbulenci: 180 km/h
- Pádová rychlost: 68 km/h
- Nejmenší klesavost: 0,59 m/s
- Klouzavost: 1:41